# Józef Wojnarowski
Józef Bolesław Wojnarowski (ur. 3 kwietnia 1933 w Starym Sączu, zm. 22 września 2023 tamże) – polski naukowiec, profesor nauk technicznych, specjalista w dziedzinie mechaniki, dynamiki układów mechanicznych, budowy i eksploatacji maszyn, maszyn włókienniczych, eliminacji drgań maszyn, teorii grafów, mechaniki płynów biomechaniki i mechatroniki, nauczyciel akademicki Politechniki Śląskiej w Gliwicach i Akademii Nauk Stosowanych w Nowym Sączu.

## Życiorys
Był współtwórcą polskiej szkoły naukowej w zakresie: mechaniki teoretycznej i stosowanej, a w tym zastosowań grafów w mechanice, biomechaniki z implikacjami w mechanice, dynamice maszyn i mechatronice.
W 1971 r. zastosował teorię grafów w mechanice i teorii drgań. Wydana przez niego w 1981 r. książka pt. Zastosowanie grafów w analizie drgań układów mechanicznych była pierwszą pozycją z tego zakresu w Polsce. Wynikiem osiągnięć Profesora w dziedzinie zastosowań grafów było zainicjowanie międzynarodowych konferencji „Graphs and Mechanics”. Był organizatorem konferencji o charakterze krajowym i międzynarodowym, a także członkiem komitetów naukowych konferencji organizowanych przez zagraniczne ośrodki naukowe.
Wyniki badań, w których brał udział zostały opublikowane w ponad 525. pracach w postaci artykułów w czasopismach i materiałach konferencyjnych, rozprawach naukowych, podręcznikach akademickich. Jest współtwórcą pięciu patentów.
Jako profesor wizytujący był zapraszany przez: Uniwersytet Alberta w Edmonton, Kanada (1981), Uniwersytet w Niszu, Niš Serbia (1985), Omski Politechniczny Instytut (1989), Monash University w Melbourne, Australia (1994) Open International University of Human Development „Ukraine”, Kijów (2002), w 160 Rocznicę utworzenia Politechniki Lwowskiej.
W dziedzinie zastosowań grafów w mechanice współtworzył szkołę naukową znaną w kraju i za granicą. Powstały liczne doktoraty i habilitacje, a wielu jej członków otrzymało tytuły profesorskie. Do najważniejszych osiągnięć w pracy naukowej Profesora inżyniera należy wypromowanie 19 doktorów nauk technicznych i jednego dr. h.c. Dziesięciu wychowanków profesora uzyskało stopień naukowy doktora habilitowanego, a sześciu z nich tytuł profesora. Wypromował setki inżynierów.
W ramach działalności opiniotwórczej profesor opracował 55 recenzji prac doktorskich, 38 recenzji dysertacji habilitacyjnych, 28 opinii wniosków profesorskich, 10 opinii monografii, 12 recenzji dla czasopism zagranicznych. W latach 1997–1999 zasiadał w Centralnej Komisji ds. Tytułu Naukowego i Stopni Naukowych. Dla tej Komisji opracował 22 opinie dotyczące zatwierdzenia stopnia doktora habilitowanego i 11 opinii wniosków o nadanie tytułu profesora.
Był członkiem stowarzyszeń oraz organizacji, między innymi od 1963 r. Polskiego Towarzystwa Mechaniki Teoretycznej i Stosowanej (PTMTS), w którym pełnił funkcję sekretarza generalnego i przewodniczącego. Zjazd delegatów (PTMTS) w 1998 nadał mu godność Członka Honorowego. Od 1998 był Członkiem Rady Redakcyjnej Journal of Theoretical and Applied Mechanics PTMTS. W latach 1997–1999 zasiadał w Centralnej Komisji ds. Tytułu Naukowego i Stopni Naukowych. Profesor był również członkiem Komitetu Budowy Maszyn PAN. W 2002 został wybrany Przewodniczącym Komitetu Teorii Maszyn i Mechanizmów. Uczestniczył w Komitetach Technicznych The International Federation for the Theory of Machines and Mechanisms (IFToMM). Na XI kongresie IFToMM wybrano go do Komisji Standaryzacji i Terminologii (CST). Od 1999 był członkiem EUROMECH – European Mechanics Society. Od 1996 należał do Akademii Inżynierskiej w Polsce, a w latach 2002–2006 pełnił funkcję jej Wiceprezesa. W 2002 przyjęto go w poczet Członków Akademii Nauk Inżynierskich Ukrainy, natomiast w 2003 został Członkiem Europejskiej Akademii Nauki, Sztuki i Literatury (Academie Europeenne drs Sciences, des Arts et des Letters).
Ponadto brał udział w kongresach i międzynarodowych konferencjach. Uczestniczył m.in.: w Światowym Kongresie International Federation Theory of Machines and Mechnisms (IFToMM) w Zakopane (Polska 1969), Montreal (Kanada 1978), Praga (Czechosłowacja 1991), Doniecki Politechniczny Instytut Ukraina (1992) Mediolan (Włochy 1996), Oulu (Finlandia 1999), Tiencin (Chiny 2004), Besançon (Francja 2007). Był współinicjatorem odsłonięcia w 2010 r. w Zakopanem w D.W. Hyrny tablicy upamiętniającej 40. rocznicę utworzenia The International Federation of the Theory of Machines and Mechanisms (IFToMMu).
Ścisłe kontakty naukowo-dydaktyczne Profesora z Politechnika Doniecką i opieka nad przewodem habilitacyjnym doc. Valentina Oniszczenki – obecnie profesora, znalazły pozytywną wzmiankę o współpracy naukowej prof. J. Wojnarowskiego z Ukrainą, którą umieścił redaktor Jerzy Giedroyć w Kulturze paryskiej, nr 3/630. Paryż 2000.
Profesor posiadał stopień wojskowy podporucznika rezerwy (1957). Za dokumentowanie historii Straży Pożarnej otrzymał godność honorowego członka Ochotniczej Straży Pożarnej w Starym Sączu.

## Prywatnie
Syn Ludwika (1903–1972), podoficera pożarnictwa, Rejonowego Komendanta OSP w Starym Sączu (1948–1952) i Marii z Nowaków. Brat Edmunda (1930–2009) i Teresy (1943–2018). Żonaty z lek. Bogną Pajerską-Wojnarowską (1933–2019).

## Wykształcenie
- 1949 – mała matura, Gimnazjum w Starym Sączu
- 1952 – technik mechanik, Śląskie Techniczne Zakłady Naukowe w Katowicach
- 1958 – magister inżynier mechanik, Wydział Mechaniczny Politechniki Śląskiej w Gliwicach
- 1964 – doktor nauk technicznych, Wydział Mechaniczny Politechniki Śląskiej w Gliwicach
- 1977 – doktor habilitowany nauk technicznych, Wydział Mechaniczny Energetyczny Politechniki Śląskiej w Gliwicach
- 1980 – tytuł profesora nadzwyczajnego przyznany przez Radę Państwa
- 1988 – tytuł profesora zwyczajnego przyznany przez Radę Państwa

Doktoraty Honoris Causa:
- 1995 – Senat Donieckiego Narodowego Uniwersytetu Technicznego, Ukraina
- 2007 – Senat Politechniki Łódzkiej[5]

## Pełnione funkcje
- 1966–1976 – kierownik Punktu Konsultacyjnego w Tarnowskich Górach
- 1971–1984 – zastępca dyrektora Instytutu Mechaniki i Podstaw Konstrukcji Maszyn
- 1969–1970 – kierownik Zespołu Mechaniki i Dynamiki Maszyn
- 1985–1991 – dyrektor Instytutu Mechaniki i Podstaw Konstrukcji Maszyn
- 1987–1990 – członek Senatu Politechniki Śląskiej w Gliwicach
- 1991–1994 – kierownik Katedry Mechaniki, Robotów i Maszyn Roboczych Ciężkich
- 1994–2003 – kierownik Katedry Mechaniki, Robotów i Maszyn
- 1996–2002 – kierownik Zakładu Podstaw Konstrukcji Maszyn wydziału Budowy Maszyn, Filii Politechniki Łódzkiej w Bielsku-Białej
- 1964–2003 – członek Rady Wydziału Mechanicznego Technologicznego
- 1994–2003 – członek Komisji ds. stopnia naukowego doktora habilitowanego na Wydziale Mechanicznym Technologicznym
- 1993–1994 – kierownik Katedry Mechaniki Filii Politechniki Łódzkiej w Bielsku-Białej
- 1983–2003 – członek Rady Wydziału Budowy Maszyn Politechniki Łódzkiej, Filia w Bielsku-Białej
- 1995–2023 – przewodniczący Zespołu Nauk Technicznych Ekspertów Ministra Edukacji Narodowej/Nauki i Szkolnictwa Wyższego
- 2005–2023 – Akademia Nauk Stosowanych (wcześniej Państwowa Wyższa Szkoła Zawodowa) w Nowym Sączu – profesor zwyczajny

## Odznaczenia i wyróżnienia honorowe
- 1969 – Srebrna Odznaka „Zasłużony dla województwa katowickiego”,
- 1971 – Złota Odznaka ZNP,
- 1974 – Odznaka „Zasłużony dla Politechniki Śląskiej”,
- 1975 – Złoty Krzyż Zasługi[6],
- 1976 – Medal Okolicznościowy „Przyjaciołom i Sympatykom Ruchu Młodzieżowego”,
- 1978 – Złota Odznaka „Zasłużony dla województwa katowickiego”,
- 1982 – Krzyż Kawalerski Orderu Odrodzenia Polski,
- 1985 – Medal 40-lecia Politechniki Śląskiej,
- 1991 – Złota Odznaka „Za zasługi dla rozwoju przemysłu maszynowego”,
- 1996 – Złota Odznaka „Zasłużony dla województwa bielskiego”,
- 1997 – Odznaka „Zasłużony dla Donieckiego Państwowego Uniwersytetu Technicznego”,
- 1997 – Odznakę „Zasłużony dla Politechniki Łódzkiej”,
- 1998 – Medal Komisji Edukacji Narodowej,
- 1998 – Odznaka honorowa „Za zasługi dla województwa bielskiego”,
- 1998 – Członek Honorowy Polskiego Towarzystwa Mechaniki Teoretycznej i Stosowanej (PTMTS)
- 2000 – Krzyż Oficerski Orderu Odrodzenia Polski[7],
- 2003 – Medal im. Stanisława Ochęduszki,
- 2005 – Honorowa Odznaka Uniwersytetu Narodowego „Politechnika Lwowska”,
- 2005 – Członek Honorowy Ochotniczej Straży Pożarnej w Starym Sączu[3],
- 2005 – Medal 60-lecia Mechanicznego Technologicznego Politechniki Śląskiej w Gliwicach,
- 2005 – Medal Politechniki Śląskiej w Gliwicach (nr 4) za wybitne osiągnięcia naukowe,
- 2006 – Honorowa Odznaka Politechniki Krakowskiej,
- 2007 – Złoty Dyplom Politechniki Śląskiej w Gliwicach

## Nagrody
- 1964 – I stopnia Polskiego Towarzystwa Mechaniki Teoretycznej i Stosowanej (PTMTS) (przyznana w ramach konkursu),
- 1973 – Ministra Indywidualna II stopnia,
- 1976 – Rektora I stopnia za działalność dydaktyczno-wychowawczą i organizacyjną,
- 1977 – Rektora II stopnia za działalność dydaktyczno-wychowawczą i organizacyjną,
- 1978 – Ministra Indywidualna III stopnia,
- 1988 – Rektora II stopnia, zespołowa za działalność dydaktyczno-wychowawczą i organizacyjną,
- 1989 – Rektora, indywidualna za kierowanie Instytutem,
- 1991 – Rektora I stopnia za działalność naukową,
- 1994 – Rektora I stopnia, indywidualna za osiągnięcia w dziedzinie kształcenia kadry,
- 1997 – Rektora I stopnia, zespołowa za osiągnięcia w dziedzinie dydaktycznej,
- 1997 – Ministra Edukacji Narodowej za pracę w Komisji Ekspertów MEN,
- 1998 – Rektora I stopnia, zespołowa za osiągnięcia w dziedzinie dydaktycznej,
- 2000 – Ministra Edukacji Narodowej, zespołowa II stopnia, w dziedzinie badań,
- 2000 – Głównego Inspektora Pracy zespołowa za II miejsce w konkursie z zakresu BHP,
- 2002 – Ministra Edukacji Narodowej i Sportu za wybitne osiągnięcia w dziedzinie kształcenia kadr naukowych,
- 2003 – Ministra Edukacji Narodowej i Sportu za pracę przewodniczącego w Komisji Ekspertów MEN,
- 2004 – Ministra Edukacji Narodowej i Sportu za pracę przewodniczącego w Komisji Ekspertów MEN,
- 2006 – Rektora I stopnia, zespołowa za osiągnięcia w dziedzinie dydaktycznej,

## Noty o słownikach biograficznych
- Sylwetka prof. inż. J. Wojnarowskiego opisana jest w polskich, amerykańskich i angielskich wydawnictwach biograficznych.
- Kto jest Kim w województwie ’93, Wydawnictwo „Książnica” przy współpracy Towarzystwa Zachęty Kultury w Katowicach, s. 368.
- Problemy Maszyn Roboczych. Kolegium Twórczości Technicznej Akademii Inżynierskiej w Polsce, zeszyt 14., Radom 1999 r. s. 5–7.
- Złota Księga Nauki Polskiej 2000. Naukowcy Przełomu Wieków, Wydawnictwo Helion, Gliwice 2000 r., s. 1037–1038.
- Who is Who w Polsce, Hübners blaues Who is Who, Schweiz, 2002, s. 2148–2149.
- Bombicki M.R., Encyklopedia Actus Purus. Kto jest kim w Polsce nowego Milenium (2000–2002), Polska Narodowa Oficyna Wydawnicza Pol-Euro-Business, Poznań 2004, s. 575.
- Złota Księga Nauki Polskiej. Naukowcy Zjednoczonej Europy, Wydawnictwo Helion, Gliwice 2006 r., s. 916–917.
- Dictionary of International Biography.
- Jubileusz 75 rocznicy urodzin, 54 lat działalności naukowej, 20 lat profesury zwyczajnej Józefa Wojnarowskiego. Zeszyt Pol. Śl. Gliwice, kwiecień 2008, 140 s.
- Wielka Księga Jubileuszu 65-lecia Politechniki Śląskiej 1945–2010.Wydawnictwo Helion, Gliwice 2010.
- Złota Księga Nauk Technicznych 2011. Wydawnictwo Helion, Gliwice 2011.